# Manuel Apicella
Manuel Apicella (ur. 19 kwietnia 1970 w Longjumeau) – francuski szachista, arcymistrz od 1996 roku.

## Kariera szachowa
W latach 90. XX wieku należał do ścisłej czołówki francuskich szachistów. Trzykrotnie (1994, 1996, 2000) reprezentował narodowe barwy na szachowych olimpiadach oraz dwukrotnie (1989, 1992) w drużynowych mistrzostwach Europy. Wielokrotnie startował w finałach indywidualnych mistrzostw Francji, największy sukces osiągając w roku 1992 w Strasburgu, gdzie zdobył tytuł mistrza kraju. Drugi medal (srebrny) zdobył dwa lata później w Chambéry, po porażce z Marcem Santo-Romanem w dogrywce o złoty medal.
Wielokrotnie brał udział w turniejach międzynarodowych, zwyciężając bądź dzieląc I miejsca w m.in. Béthune (1994), Belfort (1995), Clichy (1995), Tunisie (1997), Chanac (1999), Avoine (1999), Cap d'Agde (2002), Élancourt (2003), Bois-Colombes (2003, 2004, 2005), Saint-Chély-d’Aubrac (2004), Montecatini Terme (2006), Cannes (2006, 2007) oraz w Montpellier (2007, wspólnie z Sebastienem Maze).
Najwyższy ranking w karierze osiągnął 1 lipca 1996 r., z wynikiem 2560 punktów zajmował wówczas 5. miejsce wśród francuskich szachistów.